# Stiepan Jemieljanow
Stiepan Jemieljanow (ros. Степан Фёдорович Емельянов, ur. 30 listopada?/13 grudnia 1902 w guberni kazańskiej, zm. 1988) – funkcjonariusz radzieckich organów bezpieczeństwa, generał major, ludowy komisarz spraw wewnętrznych Azerbejdżańskiej SRR (1939–1941), ludowy komisarz/minister bezpieczeństwa państwowego Azerbejdżańskiej SRR (1941 i 1943–1953).

## Życiorys
Syn rosyjskiego chłopa, w latach 1919–1923 uczeń szkoły w Mamadyszu, później pracował jako ślusarz w sowchozie, 1924–1925 odbywał służbę w Armii Czerwonej. Tokarz w fabryce trustu „Aznieft” w Baku, 1928–1931 sędzia pracowniczego i zjednoczonego sądu w Baku, 1931–1933 i 1935–1936 studiował w Azerbejdżańskim Naftowym Instytucie Przemysłowym, później pracował jako inżynier mechanik. Od maja 1938 do stycznia 1939 I sekretarz rejonowego komitetu Komunistycznej Partii (bolszewików) Azerbejdżanu w Baku, od 11 lutego 1939 do 26 lutego 1941 ludowy komisarz spraw wewnętrznych Azerbejdżańskiej SRR, od 25 marca 1939 starszy major bezpieczeństwa państwowego, od 26 lutego do 31 lipca 1941 ludowy komisarz bezpieczeństwa państwowego Azerbejdżańskiej SRR, od 7 sierpnia 1941 do 7 maja 1943 I zastępca ludowego komisarza spraw wewnętrznych Azerbejdżańskiej SRR, 14 lutego 1943 awansowany na komisarza bezpieczeństwa państwowego. Od 7 maja 1943 do 16 marca 1953 ludowy komisarz/minister bezpieczeństwa państwowego Azerbejdżańskiej SRR, od 9 lipca 1945 generał major. Deputowany do Rady Najwyższej ZSRR 2 i 3 kadencji. 1 kwietnia 1954 aresztowany, 26 kwietnia 1956 skazany na 25 lat więzienia, zwolniony 10 czerwca 1970.

## Odznaczenia
- Order Lenina (25 lutego 1946)
- Order Czerwonego Sztandaru (dwukrotnie - 20 września 1943 i 24 sierpnia 1949)
- Order Czerwonej Gwiazdy (26 kwietnia 1940)
- Odznaka "Zasłużony Funkcjonariusz NKWD" (24 kwietnia 1943)

I 4 medale.